# Лидеры эскадренных миноносцев типа «Вокелен»
Лидеры эскадренных миноносцев типа «Вокелен» — тип лидеров французского флота времён Второй мировой войны. Развитие лидеров типа «Эгль». Всего построено шесть единиц в серии: «Вокелен» (фр. Vauquelin), «Тартю» (фр. Tartu), «Керсен» (фр. Kersaint), «Майе Брезе» (фр. Maillé Brézé), «Кассар» (фр. Cassard), «Шевалье Поль» (фр. Chevalier Paul). Последняя серия французских 2400-тонных лидеров.
Официально именовались контр-миноносцами (фр. contre-torpilleurs) и фактически не являлись лидерами эсминцев в традиционном понимании, так как предназначались для действий в однородных соединениях и должны были исполнять функции лёгких крейсеров. Фактически их можно было бы назвать истребителями эсминцев. Не имели прямых аналогов за рубежом. Дальнейшим развитием класса во французских ВМС стали лидеры типа «Ле Фантаск».

## Конструкция

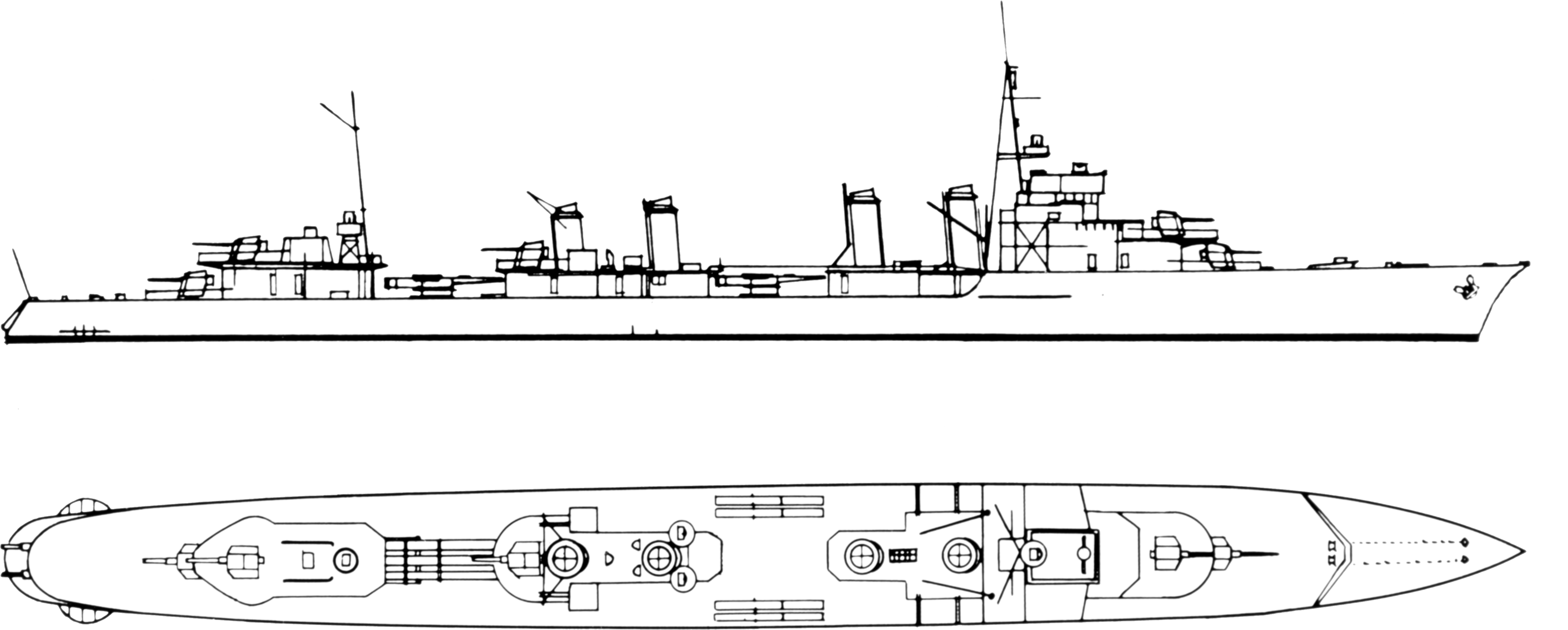
схема

## История создания
Лидеры эскадренных миноносцев типа «Вокелен» были заказаны по программам 1927 года и 1929 года. По характеристикам были чем-то средним между лидерами предыдущей группы.

## Служба
|                | заложен               | спущен              | вступил в строй       | судьба |
| -------------- | --------------------- | ------------------- | --------------------- | --- |
| «Вокелен»      | 13 марта 1930 года    | 29 марта 1931 года  | 3 ноября 1933 года    | Затоплен в Тулоне 27 ноября 1942 года                                                                      |
| «Тартю»        | 14 сентября 1930 года | 7 декабря 1931 года | 31 декабря 1932 года  | Затоплен в Тулоне 27 ноября 1942 года                                                                      |
| «Керсэн»       | 19 сентября 1930 года | 14 ноября 1931 года | 31 декабря 1933 года  | Затоплен в Тулоне 27 ноября 1942 года                                                                      |
| «Майе Брезе»   | 9 октября 1930 года   | 9 ноября 1931 года  | 6 апреля 1933 года    | 30 апреля 1940 года погиб в порту Гринок в результате самопроизвольного пуска и взрыва собственной торпеды |
| «Кассар»       | 12 ноября 1930 года   | 8 ноября 1931 года  | 10 сентября 1933 года | Затоплен в Тулоне 27 ноября 1942 года                                                                      |
| «Шевалье Поль» | 28 февраля 1931 года  | 21 марта 1932 года  | 20 июля 1934 года     | 16 июня 1941 года потоплен британскими торпедоносцами «Суордфиш» близ Латакии                              |